# Pram (Oberösterreich)
Pram ist eine Marktgemeinde in Oberösterreich im Bezirk Grieskirchen  im Hausruckviertel mit 1710 Einwohnern (Stand 1. Jänner 2024).

## Geografie
Pram liegt auf einer Höhe von 435 m ü. A. im Hausruckviertel. Die Ausdehnung beträgt von Nord nach Süd 6,8 km, von West nach Ost 5,9 km. Die Gesamtfläche beträgt 20,3 km². 9,4 % der Fläche sind bewaldet, 81,8 % der Fläche sind landwirtschaftlich genutzt.

### Gemeindegliederung
Das Gemeindegebiet umfasst folgende 41 Ortschaften (in Klammern Einwohnerzahl Stand 1. Jänner 2024). In eckigen Klammern sind Subortschaften angeführt, die zwar nicht offiziell als eigene Ortschaften geführt werden, jedoch von der Gemeindebevölkerung immer noch verwendet werden.
- Asbach (11)
- Bernhartsleiten (10)
- Bruck (22)
- Doppl (18)
- Durrach [Haninger, Lirk[2] ] (19)
- Echtsberg (2)
- Edt [Gern[2]] (28)
- Feldegg (11)
- Forsthub (16)
- Gattring (19)
- Gerhartsbrunn (55)
- Gewerbepark (0)
- Gries (73)
- Großpoxruck [Vornholz[2]] (30)
- Grübl (18)
- Gstöcket (10)
- Hebetsberg (8)
- Hochhub (22)
- Irringsdorf (84)
- Kleinpoxruck (18)
- Klinget (54)
- Kornrödt [Isel[2]] (33)
- Lucka (7)
- Lughof (7)
- Oberprenning (134)
- Pram (602)
- Pramberg (8)
- Rabenberg (12)
- Rabenthal (6)
- Renhartsberg [Anzenberg, Hangham[2]] (14)
- Rotten (9)
- Rühring [Reichendobl[2]] (45)
- Schulterzucker [Dornhof, Reschenberg[2]] (50)
- Standharting (12)
- Steinbruck (44)
- Straß [Kriechbaum, Zaun[2]] (60)
- Unterleiten (31)
- Unterprenning [Dobl[2]] (45)
- Viertlbach (26)
- Wallner [Sighartl[2]] (22)
- Wimm (15)

Die Gemeinde besteht aus den drei Katastralgemeinden Feldegg, Gries und Pram.
Die Gemeinde liegt im Gerichtsbezirk Grieskirchen.

### Nachbargemeinden
| Taiskirchen (Bezirk Ried im Innkreis)   | Dorf an der Pram (Bezirk Schärding)         | Wendling         |
| Peterskirchen (Bezirk Ried im Innkreis) | Kompassrose, die auf Nachbargemeinden zeigt | Rottenbach       |
| Hohenzell (Bezirk Ried im Innkreis)     | Geiersberg (Bezirk Ried im Innkreis)        | Haag am Hausruck |

## Geschichte

### Ortsgeschichte
Um das Jahr 400 v. Chr. besiedelten die Kelten das Land und gründeten vermutlich Pram. Um das Jahr 180 v. Chr. entstand das keltische Königreich Noricum, das im Jahr 15 v. Chr. an das Römische Reich angegliedert wurde. Im Jahr 488 n. Chr. endete die römische Herrschaft, und das Gebiet des heutigen Oberösterreichs wurde Niemandsland, durch das germanische Völker zogen.
Die erste schriftliche Erwähnung des Ortsnamens erfolgte wohl schon im Jahr 792.
Im Jahr 893 widmete Gaugraf Aribo vom Traungau und Engilmar (ein Vasall des Bischofs zu Passau) Güter in Pram zur Gründung einer Pfarre.
Am 11. August 903 wurde diese Widmung bestätigt, womit der Ort Pram unzweifelhaft urkundlich belegt wurde.
Im Jahr 1156 wurde Österreich ein eigenes Herzogtum, ohne dass eine genaue Grenzziehung zwischen Österreich und Bayern festgelegt wird. So kam es immer wieder zu Grenzverletzungen.
120 Jahre später wurde mit dem ersten Vertrag von Ried die Grenze zwischen den beiden Herzogtümern endgültig festgelegt, wodurch Pram bis ins Jahr 1779, als das Innviertel zu Österreich kommt, Grenzort bleibt.
1620 verpfändete Kaiser Ferdinand II. Österreich ob der Enns wegen seiner Kriegsschulden an Bayern. Beim Einmarsch der Bayern im selben Jahr wurde die Filialkirche von Pram, St. Nikola, teilweise zerstört.
Pram war im Jahr 1626 ein Schauplatz des oberösterreichischen Bauernkrieges. Am 20. September 1626 fand in Pram die Schlacht am Schulterberg statt, bei der ca. 800 bayerische Soldaten und eine unbekannte Zahl aufständischer Bauern ihr Leben verloren.
1779 kam das Innviertel zu Österreich. Damit hatte die jahrhundertelange Grenzlage Prams ein Ende.
Zur Zeit der Koalitionskriege (1800, 1805 und 1809) wurde Pram von den Franzosen besetzt, geplündert und erpresst. Von 1810 bis 1816 war Pram unter bayerischer Herrschaft.
Durch die Beseitigung der Grundherrschaft im Jahr 1848 war der Aufbau einer neuen Verwaltungseinheit nötig geworden. Im Jahr 1849 entstand die heutige Gemeinde Pram, die aus den drei Katastralgemeinden Pram, Gries und Feldegg besteht.
Im Jahr 1911 kam Pram, als Teil des Gerichtsbezirks Haag am Hausruck, zum neu geschaffenen Bezirk Grieskirchen. Vorher war Pram Teil des Bezirks Ried im Innkreis gewesen.

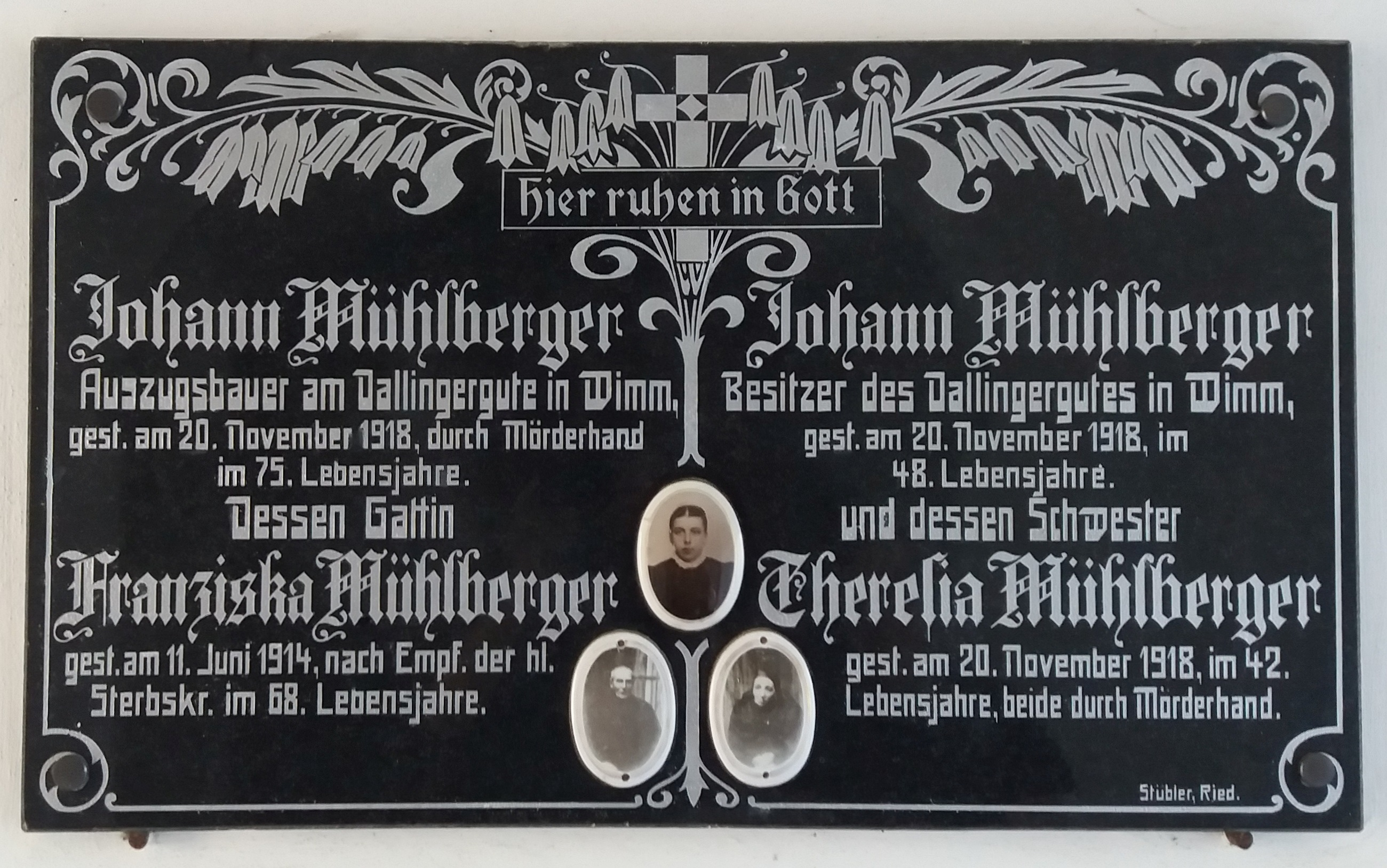
Gedenkstein an der Pfarrkirche Pram an den im Dezember 1918 verübten Mord mit drei Todesopfern

Am 12. März 1938 marschierte die deutsche Wehrmacht in Österreich ein, welches als Ostmark an das Deutsche Reich angegliedert wurde. Erst am 4. Mai 1945, drei Tage vor Kriegsende, wurde Pram von den Amerikanern befreit.
Die Gemeinde ist seit dem 1. Jänner 2003 Teil des Gerichtsbezirkes Grieskirchen, zuvor gehörte sie zum Gerichtsbezirk Haag am Hausruck.

### Einwohnerentwicklung
1991 hatte die Gemeinde laut Volkszählung 1.781 Einwohner, 2001 dann 1.837 Einwohner. Dieses Wachstum erfolgte wegen einer positiven Wanderungsbilanz, die die negative Geburtenbilanz (−46) ausgleichen konnte. Von 2001 bis 2011 gab es eine Zuwanderung, die Geburtenbilanz war jedoch stark negativ, sodass die Bevölkerungszahl auf 1.730 Personen im Jahr 2011 zurückging.

### Pfarre
Ursprünglich wurde das Gebiet der heutigen Pfarre Pram von Hohenzell aus betreut. Durch die Grenzlage zu Bayern, die Pram bis zum Frieden von Teschen 1779 hatte, wurde schon verhältnismäßig früh das Pfarrvikariat „Prambkirchen“ errichtet.
In der Zeit der Reformation und Gegenreformation im 16. und 17. Jahrhundert nutzten die Jörger von Tollet ihre Position als Inhaber der Herrschaft Erlach, um dem Protestantismus in dieser Gegend zu wesentlichen Fortschritten zu verhelfen. Zu den Vogtpfarren von Erlach zählte etwa Dorf an der Pram, damals eine Filiale von Taiskirchen, das auch von evangelischen Gläubigen aus dem angrenzenden Bayern häufig besucht wurde, obwohl dies von den bayerischen Behörden aktiv bekämpft wurde. In Pramkirchen hatten die Jörger mit dem Vikar David Khrenner einen beweibten Pfarrer, nach dessen Ableben 1608 Pramkirchen auch offiziell von lutherischen Prädikanten versehen wurde. Die katholisch gebliebenen Bewohner von Pram erhielten die Sakramente damals weiterhin von der Pfarre Hohenzell aus, ehe nach dem Durchbruch der Gegenreformation vom Pfarrer zu Hohenzell wieder katholische Geistliche als Vikare nach Pramkirchen geschickt wurden.
Erst im Jahr 1861 wurde die eigenständige Pfarre Pram geschaffen. Die Pfarre Pram deckt sich nicht vollständig mit dem Gemeindegebiet. So gehören die Ortschaften Gries, Kornrödt und Gstöcket zwar zur Gemeinde Pram, sind aber Teil der Pfarre Geiersberg. Andererseits gehören die Ortschaften Weberndorf (Gemeinde Wendling), Mundorfing und Natzing (Gemeinde Dorf an der Pram) zum Pfarrgebiet von Pram. In der Ortschaft Natzing befindet sich auch die Pramer Filialkirche St. Nikola.
Msgr. Johann Kaltseis, em. Pfarrer, feierte 2019 das 60-jährige Priesterjubiläum.

## Kultur und Sehenswürdigkeiten

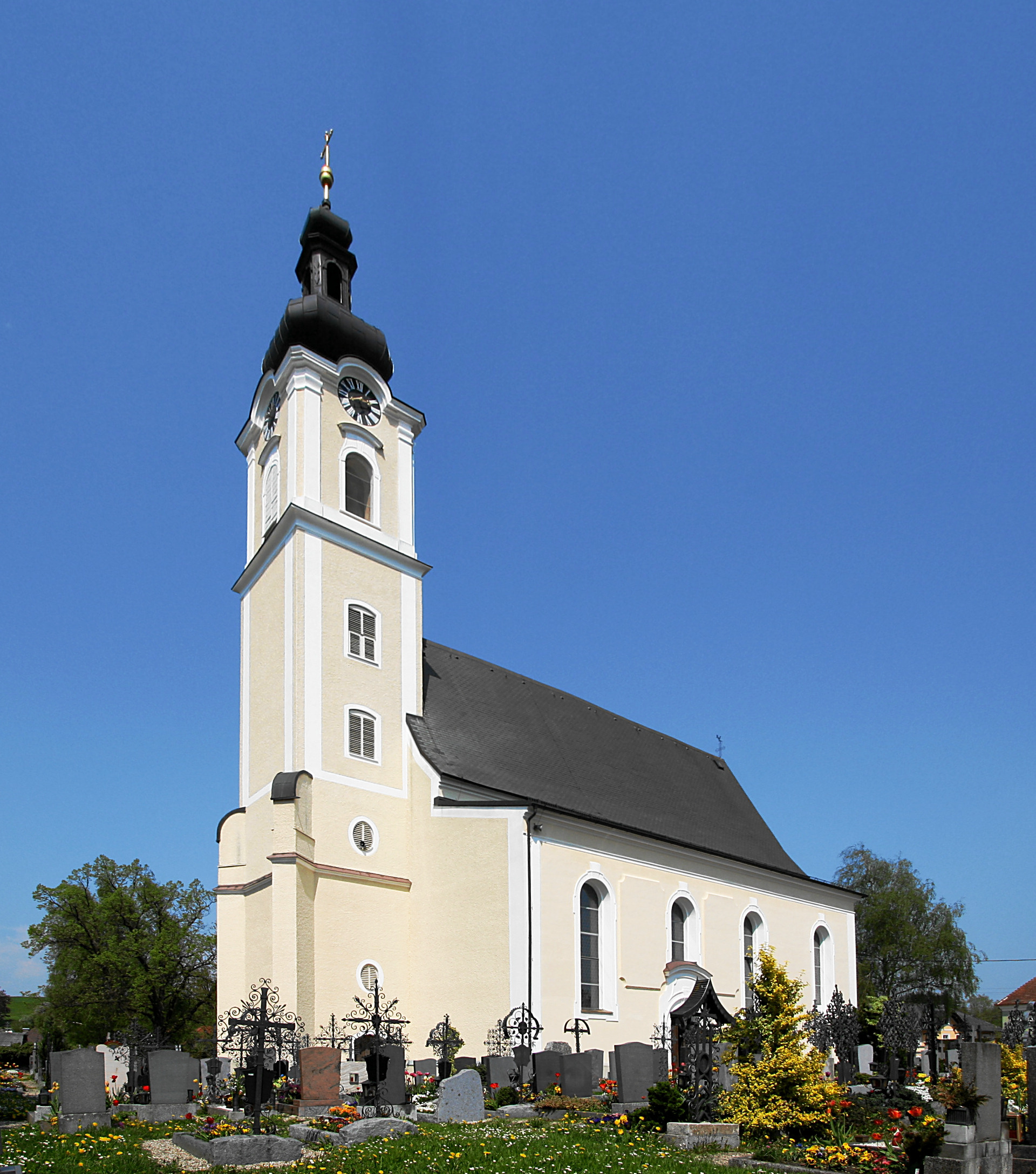
Pfarrkirche Pram

- Pfarrkirche Pram: Die in ihren Ursprüngen vermutlich aus dem 12. Jahrhundert stammende Pfarrkirche wurde 1728 vom Passauer Barockbaumeister Jakob Pawanger umgebaut.
- Schloss Feldegg mit Galerie im Troadkasten
- Mühlen- und Sägemuseum Furtmühle: Hier erhielt die Volkstanzgruppe Pram für das Projekt Das andere Fest im Museum Furthmühle den Oö. Volkskulturpreis
- Das Atelier von Meinrad Mayrhofer
- Schwanthalerkrippenlandschaft im Pfarrheim
- Der Kulturverein Legio XV Apollinaris Cohors I beschäftigt sich seit den 80er Jahren mit der Geschichte der römischen Legion.[11]

Musik
- Musikverein Marktmusikkapelle Pram. Die MMK Pram feierte 2017 ihr 135-jähriges Bestehen und zählt derzeit 60 aktive Musiker/-innen. Kapellmeister sind Roman Anzengruber jun und Christoph Schamberger. Die MMK Pram tritt jährlich bei Konzertwertungen in der Leistungsstufe C und bei Marschwertungen in der Stufe D an[12].
- Kirchenchor Pram unter jahrzehntelanger Leitung von Prof. Hans Falter[13].

## Wirtschaft und Infrastruktur
Im Jahr 2010 befanden sich in Pram 81 landwirtschaftliche Betriebe, davon waren 34 Haupterwerbsbauern. In der Gemeinde gab es 76 Arbeitsplätze in der Landwirtschaft, 360 im Produktionssektor und 143 im Dienstleistungssektor. Ein wichtiger Arbeitgeber ist das 2019 eröffnete Logistikzentrum der Firma Team 7.
Im Jahr 2011 lebten 872 Erwerbstätige in Pram. Davon arbeiteten 279 in der Gemeinde, 593 pendelten aus. Aus den Gemeinden der Umgebung kamen 300 Menschen zur Arbeit nach Pram.

### Verkehr
- Eisenbahn: Der Bahnhof Pram-Haag der Innkreisbahn bietet Direktverbindungen nach Wels und Linz im Osten sowie Ried, Braunau und  Simbach im Westen.

- Straße: Durch das Gemeindegebiet verläuft die Innkreis Autobahn A8.

### Bildungseinrichtungen
In Pram gibt es folgende Bildungseinrichtungen:
- Krabbelstube (im Kindergarten)
- Pfarr-Caritas Kindergarten
- Schüler-Hort
- Volksschule
- Neue Mittelschule
- Eine Zweigstelle der Landesmusikschule Haag am Hausruck befindet sich ebenfalls in Pram.

## Politik

### Gemeinderat
Der Gemeinderat hat 19 Mitglieder.
- Mit den Gemeinderats- und Bürgermeisterwahlen in Oberösterreich 2003 hatte der Gemeinderat folgende Verteilung: 9 ÖVP, 6 SPÖ und 4 FPÖ.
- Mit den Gemeinderats- und Bürgermeisterwahlen in Oberösterreich 2009 hatte der Gemeinderat folgende Verteilung: 8 ÖVP, 6 FPÖ und 5 SPÖ.
- Mit den Gemeinderats- und Bürgermeisterwahlen in Oberösterreich 2015 hatte der Gemeinderat folgende Verteilung: 9 ÖVP, 6 FPÖ und 4 SPÖ.
- Mit den Gemeinderats- und Bürgermeisterwahlen in Oberösterreich 2021 hat der Gemeinderat folgende Verteilung: 10 ÖVP, 6 FPÖ und 3 SPÖ.[19]

### Bürgermeister
- bis 2015 Erwin Repitz (ÖVP)
- seit 2015 Katharina Zauner (ÖVP)[20]

### Wappen
Blasonierung: Gespalten; rechts in Blau auf grünem Dreiberg ein goldenes, lateinisches Kreuz, links in Silber ein roter, steigender Krebs. Die Gemeindefarben sind  Weiß-Blau.
Das von Engelbert Häupl entworfene Wappen wurde der Gemeinde am 12. September 1977 von der oberösterreichischen Landesregierung verliehen. Das Kreuz auf dem Dreiberg steht für das Holzkreuz auf dem Schulterberg, welches an den Oberösterreichischen Bauernkrieg, konkret an die Schlacht von Kornrödt vom 20. September 1626 erinnert. Der Krebs verweist auf den früher ertragreichen Fang von Flusskrebsen.

## Persönlichkeiten
- Alfred Walcher von Molthein (1867–1928), Kunsthistoriker und Kunstsammler, Besitzer von Schloss Feldegg
- Josef Gaderer (1890–1971), Schlosser und Politiker
- Josef Häupl (1926–1984), Maler
- Engelbert Häupl (* 1936), Kunstpädagoge, Maler, Graphiker und Bildhauer
- Georg Hanreich (1939–2023), ehemaliger FPÖ-Politiker, u. a. Nationalrat, Besitzer von Schloss Feldegg
- Lotte Hanreich (* 1939), Kauffrau, Landwirtin, Autorin und Kulturvermittlerin, Trägerin der Kulturmedaille des Landes Oberösterreich, Preisträgerin des Paula Grogge Erzählpreises des steirischen Schriftstellerverbandes[22]
- Meinrad Mayrhofer (1958–2022), Bildhauer und Maler
- Georg Emprechtinger (* 1959), Industrieller und Wirtschaftskammerfunktionär, Ehrenringträger der Gemeinde Pram[23]
- Bernhard Hanreich (* 1968), Obertonmusiker und Restaurator[24]